# Classificazione di Lancefield
La classificazione di Lancefield è uno schema di classificazione degli streptococchi Gram-positivi.
Nel 1933 la batteriologa Rebecca Lancefield scoprì che la maggioranza degli streptococchi patogeni poteva essere suddivisa in diversi gruppi sierologici in base all'antigene polisaccaridico C.
I vari tipi di polisaccaride C sono componenti della parete batterica e sono formati da uno scheletro fondamentale legato al peptidoglicano (che per la maggior parte dei gruppi è costituito da una serie di molecole di L-ramnosio) da cui si dipartono molecole laterali terminanti con l'esosammina, che costituisce il determinante antigenico.
Secondo questa classificazione esistono 18 gruppi che vanno dal gruppo A al gruppo V (non esistono il gruppo I e il gruppo J). Il gruppo A di tale classificazione possiede i principali patogeni per l'uomo che sono identificati, oltre che per il polisaccaride C, anche per gli antigeni M e T.

## Classificazione
- Gruppo A - Streptococcus pyogenes
- Gruppo B - Streptococcus agalactiae
- Gruppo C - Streptococcus equisimilis, Streptococcus equi, Streptococcus zooepidemicus, Streptococcus dysgalactiae
- Gruppo D - Enterococcus faecalis,  Enterococcus faecium, Enterococcus durans e Streptococcus bovis
- Gruppo F, G & L - Streptococcus anginosus
- Gruppo H - Streptococcus sanguis
- Gruppo K - Streptococcus salivarius
- Gruppo L - Streptococcus dysgalactiae
- Gruppo M & O - Streptococcus mitis
- Gruppo N - Lactococcus lactis
- Gruppo R & S - Streptococcus suis

Altre specie di Streptococchi (Streptococcus pneumoniae e Streptococcus viridans) sono classificati come 'Streptococchi non-Lancefield'.